# Албаредо д’Адиђе
Албаредо д’Адиђе (итал. Albaredo d'Adige) је насеље у Италији у округу Верона, региону Венето.
Према процени из 2011. у насељу је живело 2783 становника. Насеље се налази на надморској висини од 24 м.

## Становништво
Према резултатима пописа становништва 2011. у општини је живело 5.232 становника.
| 1931. | 1936. | 1951. | 1961. | 1971. | 1981. | 1991. | 2001. | 2011. |
| ----- | ----- | ----- | ----- | ----- | ----- | ----- | ----- | ----- |
| 5.753 | 5.885 | 6.418 | 5.326 | 5.279 | 5.121 | 4.952 | 5.032 | 5.232 |